# فرودگاه نیروی هوایی سلطنتی ویلدنرات
فرودگاه نیروی هوایی سلطنتی ویلدنرات (به انگلیسی: RAF Wildenrath) یک فرودگاه است . این فرودگاه در کشور انگلستان قرار دارد .